# Thuile-Lokomotive
Die Thuile-Lokomotive war eine von Schneider-Creusot nach dem Konzept von Henri Thuile gebaute unkonventionelle Dampflokomotive für Schnellzüge. Nach dem Tod ihres Erfinders wurden die Versuchsfahrten abgebrochen und die Lokomotive verschrottet.

## Geschichte
Thuile war Ingenieur bei der Hafenbehörde von Alexandria in Ägypten. Seine Idee war eine Schnellfahrlokomotive zu entwickeln, die zusammen mit vier Pullmanwagen direkte Verbindungen in Europa anbieten würde. Zu diesem Zweck gründete er die La Société des Trains Internationaux.

### Thuile-Foure-Lokomotive

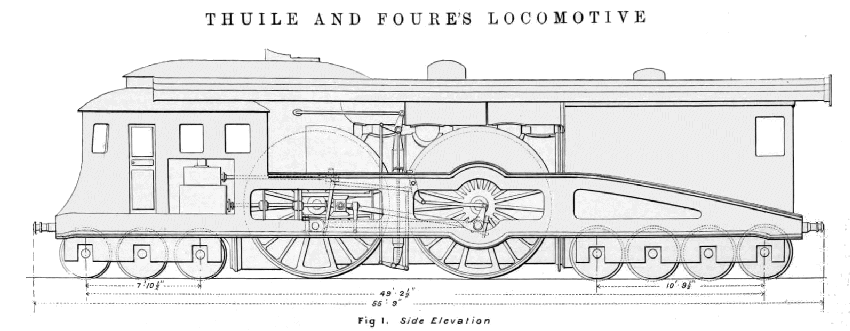
Seitenriss der Thuile-Foure-Lokomotive

Erste Entwürfe für eine geeignete Lok wurden in den 1890er-Jahren veröffentlicht – damals noch in Zusammenarbeit mit Emmanuel Foure. Die Entwürfe zeigten eine 3’B3’-Lokomotive mit vorne liegendem Führerstand. Für die Schnellfahrt hatte der Entwurf Triebräder mit drei Meter Durchmesser. Der Langkessel bestand aus zwei übereinander liegenden kleineren Langkesseln, die durch drei senkrecht stehende Rohre mit großem Querschnitt miteinander verbunden waren. Im Zwischenraum der beiden Langkessel wurden die Achsen der Kuppelradsätze hindurchgeführt. Über dem oberen Langkessel befand sich ein rohrförmiger Dampfsammler, der die Funktion des Dampfdoms übernahm. Die Lokomotive wurde nicht gebaut.

### Thuile-Lokomotive
Die Thuile-Lokomotive war eine gemäßigtere Version der Thuile-Foure-Lokomotive. Sie wurde 1899 von Schneider-Creusot gebaut und an der Weltausstellung Paris 1900 im Pavillon des Herstellers präsentiert. Sie sollte auf der Ebene Züge von 180 bis 200 Tonnen mit 120 km/h befördern können. Bei Versuchen auf der Strecke Chartres–Bordeaux der Chemin de Fer de l’Etat zwischen Chartres und Thouars wurde eine Geschwindigkeit von 117 km/h erreicht und eine Last von 183 Tonnen gezogen. Bei einer Testfahrt im Juni 1900 entgleiste die Lokomotive, wobei Henri Thuile unglücklich gegen einen Streckenmast geschleudert wurde und den Tod fand. Die Versuche wurden daraufhin beendet und die Lokomotive kehrte zu Schneider-Creusot zurück. Sie wurde 1904 verschrottet, der Tender war noch mindestens bis 1946 erhalten.

## Technik

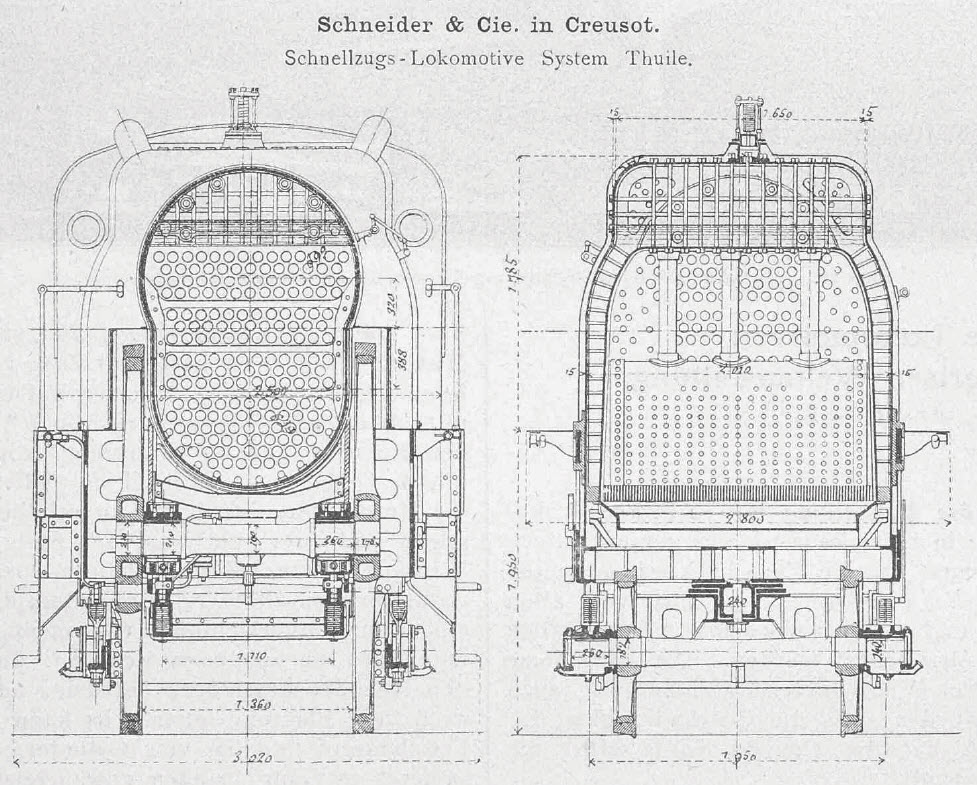
Querschnitt durch Kessel und Feuerbüchse der Thuile-Lokomotive

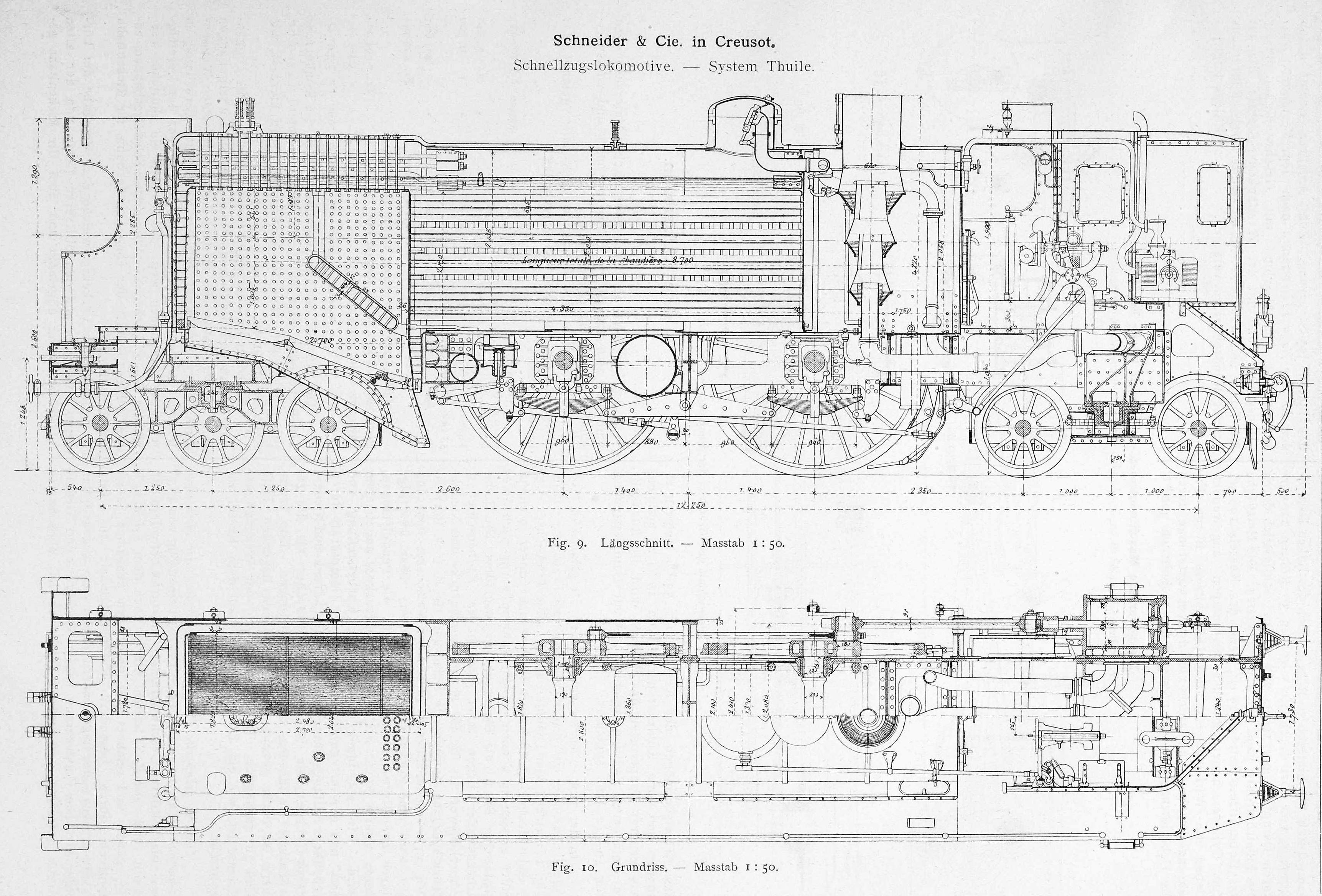
Längsschnitt

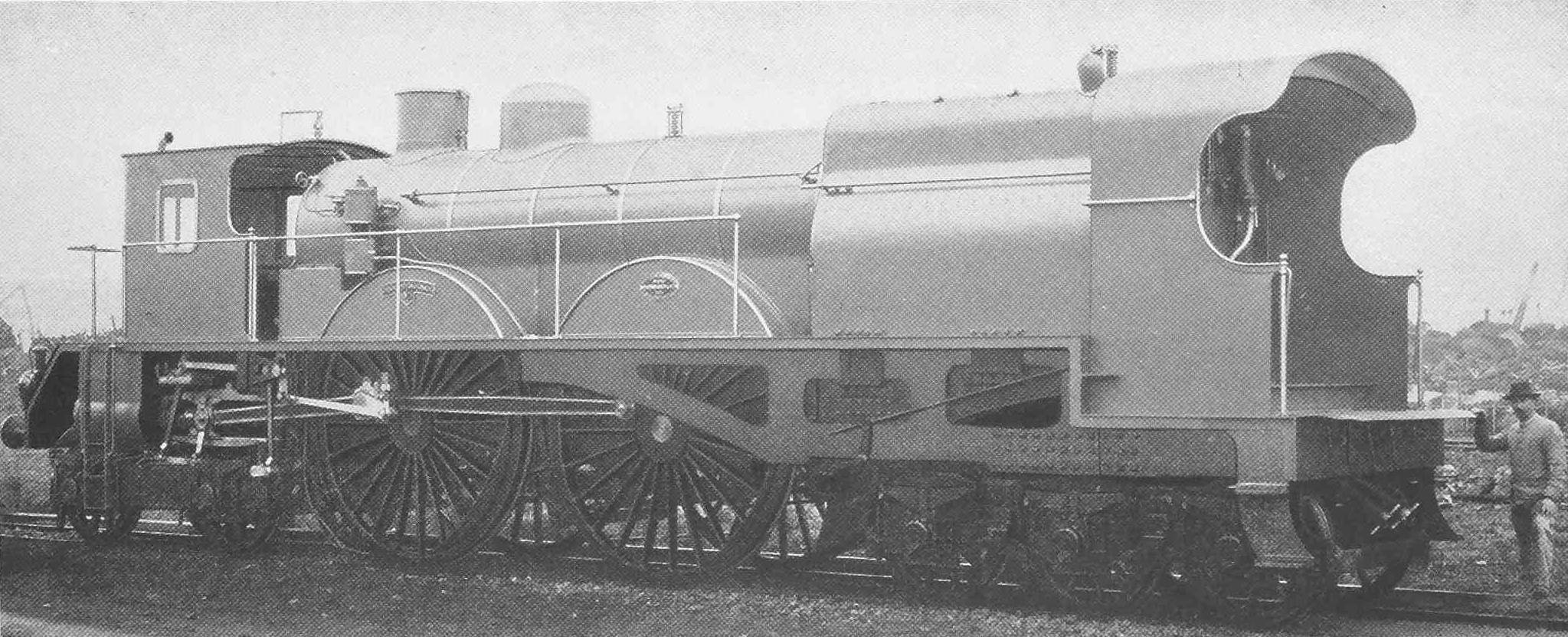
Ansicht von hinten

Das Fahrwerk der Lokomotive bestand aus einem führenden Laufdrehgestell, zwei Kuppelachsen und einem dreiachsigen Drehgestell unter der Feuerbüchse. Der Blechrahmen verlief von vorne bis über die zweite Kuppelachse als Innenrahmen. Zwischen den beiden Achsen verband ein Querträger den inneren Rahmen mit dem Außenrahmen des hinteren Teils der Lokomotive.
Der Kessel war gegenüber der Thuile-Foure-Lokomotive konventioneller gestaltet. Er bestand aus einem einzelnen Langkessel, der aber den ungewöhnlichen Querschnitt von zwei sich überlappenden Kreise hatte. Dadurch konnte er genügend schmal gehalten werden, dass er zwischen die Kuppelachsen mit 2,5 Meter Durchmesser passte. Die Feuerbüchse war mit Tenbrinksiedern versehen. Der wasserdurchflossene Feuerschirm war mit drei Rohren mit der Feuerbüchsdecke verbunden. Der Rost hatte eine Fläche von 4,68 m² und reichte seitlich über das darunter liegende Drehgestell hinaus. Im Aschenkasten waren Radschutzkästen für den ersten Radsatz des Drehgestells eingebaut, der Querträger mit dem Drehzapfen des Drehgestells lag unter dem hinteren Ende des Stehkessels.
Die Dampfmaschine war als konventionelle Zweizylinder-Nassdampf-Maschine ohne Verbundwirkung ausgeführt. Kolbenschieber, die von einer Heusinger-Steuerung angetrieben wurden, steuerten den Dampfein- und -auslass zu den beiden Außenzylindern der Dampfmaschine.
Das Führerhaus war vorne auf dem Lokomotivrahmen vor der Rauchkammer des Kessels angeordnet, am hinteren Ende des Rahmens gab es ein Schutzhaus für die beiden Heizer. Im Führerhaus waren neben den üblichen Einrichtungen zur Bedienung der Lokomotive, wie Führerbremsventil, Regler und Steuerung, auch eine Lavalturbine aufgestellt, die einen Generator antrieb, der den Strom für die elektrische Zugsbeleuchtung lieferte.
Das Dienstgewicht der Lokomotive betrug 80,6 t. Es konnte durch die Verwendung von nickellegiertem Stahl besonders gering gehalten werden. Der Nickelstahl wurde für die Kesselbleche, Achsen, Triebwerksstangen und Kurbelzapfen verwendet. Der betriebsbereite fünfachsige Schlepptender wog 59 t. Er war vorne mit einem zweiachsigen, hinten mit einem dreiachsigen Drehgestell versehen.
Die Leistung der Lokomotive sollte zwischen 1800 und 2000 PS liegen. Diese Leistung wäre mit dem für die damalige Zeit großen Kessel mit 298 m² Gesamtheizfläche erreichbar gewesen. Allerdings meinten zeitgenössische Kommentare, dass sie auch durch eine konventionelle Atlantic-Lokomotive mit Verbundtriebwerk erreichbar gewesen wäre. Einige Kommentare erwähnten auch das im Verhältnis zum Gesamtgewicht der Lokomotive geringe Reibungsgewicht der Lokomotive von nur 29,5 t.